# Game Designer
Game Designer oder weiblich Game Designerin bezeichnet eine Person, die Spiele entwickelt. Sie erschafft die Regeln und Strukturen eines Spieles. Dies umfasst alle Kategorien des Spiels, von Computerspielen über Tabletop Spiele hin zu Brett- oder Kartenspielen. Es gibt unterschiedliche Definitionen des Game Designers. Nach Salen (2003) hat er für das Spiel denselben Stellenwert wie ein Drehbuchautor für einen Film. Seit 2007 findet sich verstärkt auch die Definition des Regisseurs. Bei traditionellen Spielen wird anstelle von Game Designer auch der Begriff „Spieleautor“ benutzt.

## Geschichte
Wann das erste Brettspiel erfunden wurde, ist unklar. In ägyptischen Gräbern, die um das Jahr 3500 v. Chr. angelegt wurden, fand man das Spiel Senet. Die ältesten Kartenspiele wurden in China entdeckt und stammen etwa aus dem 9. Jahrhundert n. Chr. Man geht davon aus, dass Spielwürfel im 3. Jahrtausend v. Chr. in Indien erfunden wurden.
In den 1960er und 1970er Jahren wurden die ersten Computerspiele entwickelt. Es gab zu dieser Zeit keine Möglichkeit, Computerspiele zu verkaufen oder Geld durch die Entwicklung eines Computerspieles zu verdienen, da diese einen Großrechner voraussetzen. Deshalb war das Entwickeln von Computerspielen für Programmierer ausschließlich ein Hobby. Einige Spiele (OXO, Tennis for Two) wurden von Elektrotechnikern entwickelt, die diese als Vorzeigeobjekte für Besucher von Großrechneranlagen bereitstellten. Andere Spiele wurden von Studenten für Freunde entwickelt (Spacewar!, Star Trek, Dungeon). Einige der Game Designer dieser Zeit, etwa die Autoren von Zork, Baseball oder Air Warrior, schafften später den Sprung in die Computerspieleindustrie.
In der frühen Geschichte der Videospiele war ein Game Designer oft der Hauptprogrammierer eines Spieles, wenn nicht gar der einzige Programmierer. Dies änderte sich auch nicht, als die Computerspieleindustrie in den 1970er Jahren expandierte. Manchmal kam es auch vor, dass der Game Designer das gesamte Künstlerteam in einer Person vereinigte. Dies trifft beispielsweise auf bekannte Spieleerfinder wie Sid Meier, John Romero, Chris Sawyer und Will Wright zu.
Als die Spiele komplexer und Computer sowie Spielekonsolen technisch ausgereifter wurden (und dadurch mehr Spielemöglichkeiten eröffneten), entwickelten sich die Aufgaben des Game Designers immer mehr zu einem eigenen Arbeitsfeld. Der Hauptprogrammierer musste nun sowohl die Arbeit eines Game Designers wie auch eines Programmierers erfüllen und damit zwischen beiden Rollen hin und her wechseln. Die Komplexität der Spiele nahm mit der Zeit so stark zu, dass eine Person notwendig wurde, die sich nur noch um das Game-Design kümmerte. Viele der alten Videospielerfinder entschieden sich zugunsten des Game Designs und überließen das Programmieren der Spiele ihren Mitarbeitern.
Heute findet man kaum noch Konsolen- oder Computerspiele, bei denen der Hauptprogrammierer auch der Haupt-Game-Designer ist. Eine Ausnahme davon sind die sogenannten Casual Games, wie beispielsweise Tetris oder Bejeweled. Bei sehr komplexen Spielen, wie MMORPGs oder Action- und Sportspielen mit großen Budget, kann die Anzahl der Game Designer in die Dutzende gehen. In einem solchen Fall gibt es normalerweise ein oder zwei leitende Designer, und viele untergeordnete Designer, welche sich auf die verschiedenen Untersysteme des Spiels konzentrieren. In großen Unternehmen wie Electronic Arts kann jeder Bereich des Spiels (Steuerung, Leveldesign oder Fahrzeuge) einen eigenen Regisseur, leitenden Designer und mehrere Hauptdesigner haben.

### Newsgruppen
- comp.games.development.design via Google Groups